# Llista d'asteroides/168101-168200
| Nom               | Designació provisional | Data de descobriment | Lloc de descobriment | Descobridor/s       |
| ----------------- | ---------------------- | -------------------- | -------------------- | ------------------- |
| 168101 -          | 2006 DJ210             | 20 de febrer de 2006 | Kitt Peak            | Spacewatch          |
| 168102 -          | 2006 DB212             | 25 de febrer de 2006 | Kitt Peak            | Spacewatch          |
| 168103 -          | 2006 DS212             | 27 de febrer de 2006 | Catalina             | CSS                 |
| 168104 -          | 2006 EQ8               | 2 de març de 2006    | Kitt Peak            | Spacewatch          |
| 168105 -          | 2006 EJ19              | 2 de març de 2006    | Kitt Peak            | Spacewatch          |
| 168106 -          | 2006 EK41              | 4 de març de 2006    | Kitt Peak            | Spacewatch          |
| 168107 -          | 2006 EQ41              | 4 de març de 2006    | Catalina             | CSS                 |
| 168108 -          | 2006 EM51              | 4 de març de 2006    | Kitt Peak            | Spacewatch          |
| 168109 -          | 2006 EN53              | 2 de març de 2006    | Mount Lemmon         | Mount Lemmon Survey |
| 168110 -          | 2006 EE61              | 5 de març de 2006    | Kitt Peak            | Spacewatch          |
| 168111 -          | 2006 EZ62              | 5 de març de 2006    | Kitt Peak            | Spacewatch          |
| 168112 -          | 2006 FG                | 19 de març de 2006   | Socorro              | LINEAR              |
| 168113 -          | 2006 FB3               | 23 de març de 2006   | Kitt Peak            | Spacewatch          |
| 168114 -          | 2006 FU8               | 23 de març de 2006   | Mount Lemmon         | Mount Lemmon Survey |
| 168115 -          | 2006 FQ9               | 24 de març de 2006   | RAS                  | A. Lowe             |
| 168116 -          | 2006 FL11              | 23 de març de 2006   | Kitt Peak            | Spacewatch          |
| 168117 -          | 2006 FW11              | 23 de març de 2006   | Kitt Peak            | Spacewatch          |
| 168118 -          | 2006 FS23              | 24 de març de 2006   | Kitt Peak            | Spacewatch          |
| 168119 -          | 2006 FZ27              | 24 de març de 2006   | Mount Lemmon         | Mount Lemmon Survey |
| 168120 -          | 2006 FM30              | 25 de març de 2006   | Kitt Peak            | Spacewatch          |
| 168121 -          | 2006 FN32              | 25 de març de 2006   | Kitt Peak            | Spacewatch          |
| 168122 -          | 2006 FV34              | 25 de març de 2006   | Palomar              | NEAT                |
| 168123 -          | 2006 FP37              | 24 de març de 2006   | Siding Spring        | SSS                 |
| 168124 -          | 2006 FL44              | 23 de març de 2006   | Mount Lemmon         | Mount Lemmon Survey |
| 168125 -          | 2006 FS44              | 24 de març de 2006   | Anderson Mesa        | LONEOS              |
| 168126 Chengbruce | 2006 GK                | 1 d'abril de 2006    | Lulin Observatory    | Q.-z. Ye            |
| 168127 -          | 2006 GC3               | 6 d'abril de 2006    | Ottmarsheim          | C. Rinner           |
| 168128 -          | 2006 GO7               | 2 d'abril de 2006    | Kitt Peak            | Spacewatch          |
| 168129 -          | 2006 GS19              | 2 d'abril de 2006    | Kitt Peak            | Spacewatch          |
| 168130 -          | 2006 GD28              | 2 d'abril de 2006    | Kitt Peak            | Spacewatch          |
| 168131 -          | 2006 GZ31              | 6 d'abril de 2006    | Catalina             | CSS                 |
| 168132 -          | 2006 GG32              | 6 d'abril de 2006    | Siding Spring        | SSS                 |
| 168133 -          | 2006 GE37              | 8 d'abril de 2006    | Mount Lemmon         | Mount Lemmon Survey |
| 168134 -          | 2006 GP37              | 9 d'abril de 2006    | Kitt Peak            | Spacewatch          |
| 168135 -          | 2006 GU38              | 6 d'abril de 2006    | Siding Spring        | SSS                 |
| 168136 -          | 2006 GP41              | 7 d'abril de 2006    | Catalina             | CSS                 |
| 168137 -          | 2006 GD42              | 9 d'abril de 2006    | Socorro              | LINEAR              |
| 168138 -          | 2006 GW49              | 7 d'abril de 2006    | Catalina             | CSS                 |
| 168139 -          | 2006 GA50              | 7 d'abril de 2006    | Siding Spring        | SSS                 |
| 168140 -          | 2006 GB52              | 8 d'abril de 2006    | Siding Spring        | SSS                 |
| 168141 -          | 2006 HL                | 18 d'abril de 2006   | Kitt Peak            | Spacewatch          |
| 168142 -          | 2006 HB3               | 18 d'abril de 2006   | Kitt Peak            | Spacewatch          |
| 168143 -          | 2006 HX7               | 18 d'abril de 2006   | Kitt Peak            | Spacewatch          |
| 168144 -          | 2006 HP8               | 19 d'abril de 2006   | Kitt Peak            | Spacewatch          |
| 168145 -          | 2006 HA24              | 20 d'abril de 2006   | Kitt Peak            | Spacewatch          |
| 168146 -          | 2006 HY24              | 20 d'abril de 2006   | Kitt Peak            | Spacewatch          |
| 168147 -          | 2006 HV27              | 20 d'abril de 2006   | Kitt Peak            | Spacewatch          |
| 168148 -          | 2006 HP30              | 25 d'abril de 2006   | RAS                  | A. Lowe             |
| 168149 -          | 2006 HH31              | 18 d'abril de 2006   | Anderson Mesa        | LONEOS              |
| 168150 -          | 2006 HA33              | 19 d'abril de 2006   | Palomar              | NEAT                |
| 168151 -          | 2006 HC35              | 19 d'abril de 2006   | Mount Lemmon         | Mount Lemmon Survey |
| 168152 -          | 2006 HO40              | 21 d'abril de 2006   | Catalina             | CSS                 |
| 168153 -          | 2006 HJ42              | 23 d'abril de 2006   | Kitt Peak            | Spacewatch          |
| 168154 -          | 2006 HM42              | 23 d'abril de 2006   | Socorro              | LINEAR              |
| 168155 -          | 2006 HY46              | 20 d'abril de 2006   | Kitt Peak            | Spacewatch          |
| 168156 -          | 2006 HZ46              | 20 d'abril de 2006   | Kitt Peak            | Spacewatch          |
| 168157 -          | 2006 HE47              | 20 d'abril de 2006   | Catalina             | CSS                 |
| 168158 -          | 2006 HQ49              | 25 d'abril de 2006   | Socorro              | LINEAR              |
| 168159 -          | 2006 HH52              | 18 d'abril de 2006   | Anderson Mesa        | LONEOS              |
| 168160 -          | 2006 HB55              | 21 d'abril de 2006   | Socorro              | LINEAR              |
| 168161 -          | 2006 HE57              | 24 d'abril de 2006   | Socorro              | LINEAR              |
| 168162 -          | 2006 HK57              | 24 d'abril de 2006   | Anderson Mesa        | LONEOS              |
| 168163 -          | 2006 HW59              | 24 d'abril de 2006   | Anderson Mesa        | LONEOS              |
| 168164 -          | 2006 HV60              | 27 d'abril de 2006   | Bergisch Gladbach    | W. Bickel           |
| 168165 -          | 2006 HA61              | 28 d'abril de 2006   | Socorro              | LINEAR              |
| 168166 -          | 2006 HT63              | 24 d'abril de 2006   | Kitt Peak            | Spacewatch          |
| 168167 -          | 2006 HU63              | 24 d'abril de 2006   | Kitt Peak            | Spacewatch          |
| 168168 -          | 2006 HD69              | 24 d'abril de 2006   | Mount Lemmon         | Mount Lemmon Survey |
| 168169 -          | 2006 HP69              | 24 d'abril de 2006   | Kitt Peak            | Spacewatch          |
| 168170 -          | 2006 HX76              | 25 d'abril de 2006   | Palomar              | NEAT                |
| 168171 -          | 2006 HM77              | 25 d'abril de 2006   | Kitt Peak            | Spacewatch          |
| 168172 -          | 2006 HE80              | 26 d'abril de 2006   | Kitt Peak            | Spacewatch          |
| 168173 -          | 2006 HF82              | 26 d'abril de 2006   | Kitt Peak            | Spacewatch          |
| 168174 -          | 2006 HG82              | 26 d'abril de 2006   | Kitt Peak            | Spacewatch          |
| 168175 -          | 2006 HP83              | 26 d'abril de 2006   | Kitt Peak            | Spacewatch          |
| 168176 -          | 2006 HS83              | 26 d'abril de 2006   | Kitt Peak            | Spacewatch          |
| 168177 -          | 2006 HU83              | 26 d'abril de 2006   | Kitt Peak            | Spacewatch          |
| 168178 -          | 2006 HN84              | 26 d'abril de 2006   | Kitt Peak            | Spacewatch          |
| 168179 -          | 2006 HT85              | 27 d'abril de 2006   | Kitt Peak            | Spacewatch          |
| 168180 -          | 2006 HV88              | 30 d'abril de 2006   | Kitt Peak            | Spacewatch          |
| 168181 -          | 2006 HQ90              | 26 d'abril de 2006   | Kitt Peak            | Spacewatch          |
| 168182 -          | 2006 HS90              | 26 d'abril de 2006   | Anderson Mesa        | LONEOS              |
| 168183 -          | 2006 HT96              | 30 d'abril de 2006   | Kitt Peak            | Spacewatch          |
| 168184 -          | 2006 HH102             | 30 d'abril de 2006   | Kitt Peak            | Spacewatch          |
| 168185 -          | 2006 HV102             | 30 d'abril de 2006   | Kitt Peak            | Spacewatch          |
| 168186 -          | 2006 HX108             | 30 d'abril de 2006   | Catalina             | CSS                 |
| 168187 -          | 2006 HG114             | 25 d'abril de 2006   | Mount Lemmon         | Mount Lemmon Survey |
| 168188 -          | 2006 HN115             | 26 d'abril de 2006   | Kitt Peak            | Spacewatch          |
| 168189 -          | 2006 HF117             | 26 d'abril de 2006   | Mount Lemmon         | Mount Lemmon Survey |
| 168190 -          | 2006 HA121             | 30 d'abril de 2006   | Kitt Peak            | Spacewatch          |
| 168191 -          | 2006 HQ152             | 30 d'abril de 2006   | Catalina             | CSS                 |
| 168192 -          | 2006 JZ                | 3 de maig de 2006    | Reedy Creek          | J. Broughton        |
| 168193 -          | 2006 JH1               | 1 de maig de 2006    | Kitt Peak            | Spacewatch          |
| 168194 -          | 2006 JT1               | 1 de maig de 2006    | Socorro              | LINEAR              |
| 168195 -          | 2006 JZ1               | 1 de maig de 2006    | Socorro              | LINEAR              |
| 168196 -          | 2006 JL5               | 3 de maig de 2006    | Mount Lemmon         | Mount Lemmon Survey |
| 168197 -          | 2006 JV10              | 1 de maig de 2006    | Kitt Peak            | Spacewatch          |
| 168198 -          | 2006 JR17              | 2 de maig de 2006    | Mount Lemmon         | Mount Lemmon Survey |
| 168199 -          | 2006 JY18              | 2 de maig de 2006    | Mount Lemmon         | Mount Lemmon Survey |
| 168200 -          | 2006 JZ19              | 2 de maig de 2006    | Kitt Peak            | Spacewatch          |